# Acabaria undulata
Acabaria undulata är en korallart som beskrevs av Kükenthal 1908. Acabaria undulata ingår i släktet Acabaria och familjen Melithaeidae. Inga underarter finns listade i Catalogue of Life.